# Lexus UX
El Lexus UX (レクサス・UX Rekusasu UX?) es un crossover subcompacto producido por el fabricante japonés Lexus, la división de lujo de Toyota. Fue presentado en el Salón del Automóvil de Ginebra de marzo de 2018 como el modelo crossover más pequeño en la línea de Lexus, ubicado debajo del compacto NX.
Es el primer modelo de Lexus en utilizar la plataforma GA-C. El UX viene equipado con Lexus Safety System + 2.0 como equipo estándar.
La denominación "UX" significa "Urban Explorer".[cita requerida] Según Lexus, el vehículo tiene un "diseño audaz y elegante que combina una carrocería expresiva con un tamaño compacto". Lexus defiende las "credenciales de crossover" del UX a través de una "rigidez excepcional de la carrocería y un centro de gravedad bajo para un manejo excepcional".

## Prototipo
El Lexus LF-UX se reveló en el Salón del Automóvil de París 2016 como un avance de un nuevo SUV subcompacto llamado UX.

En el Salón del Automóvil de París de 2016
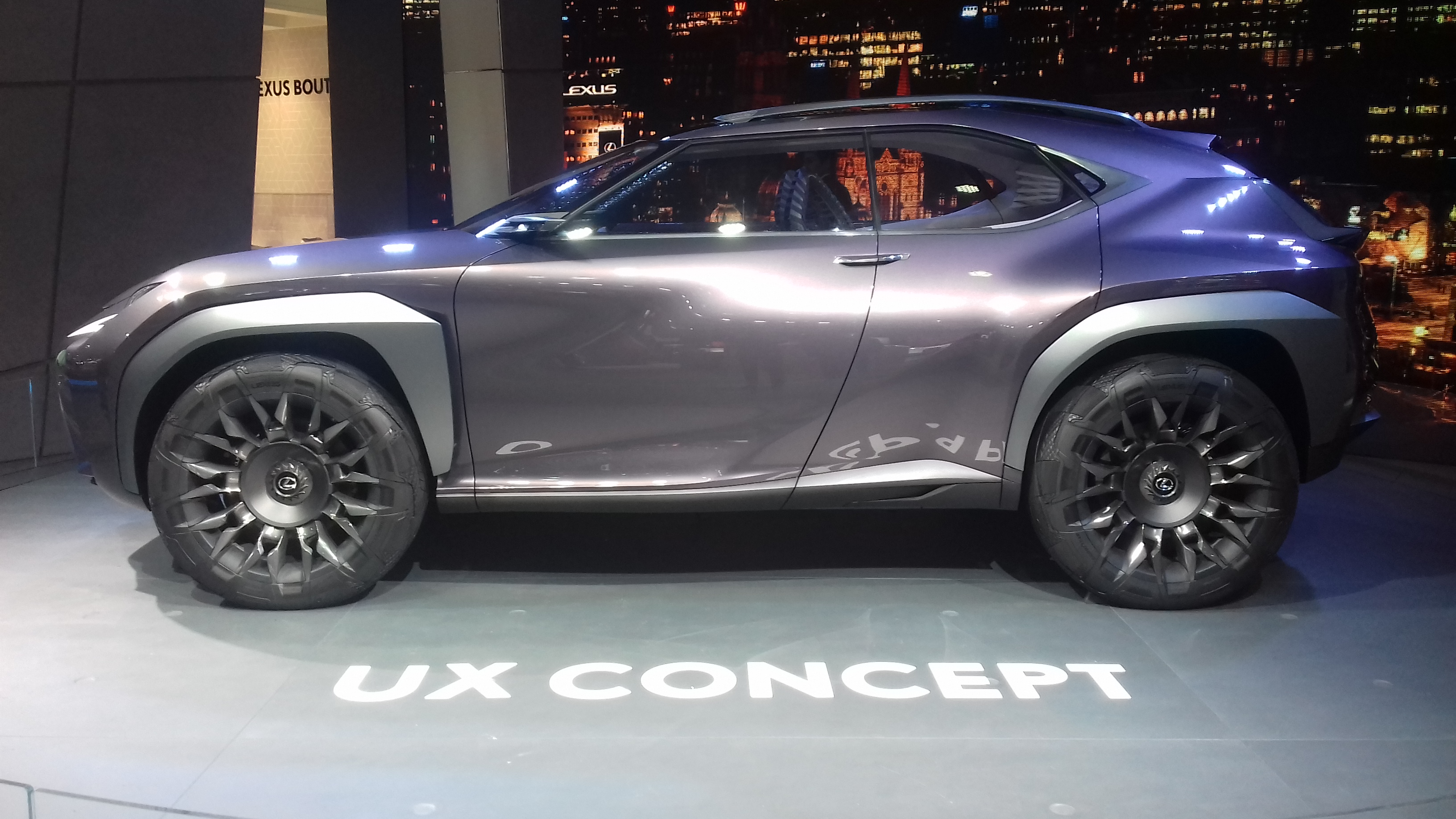
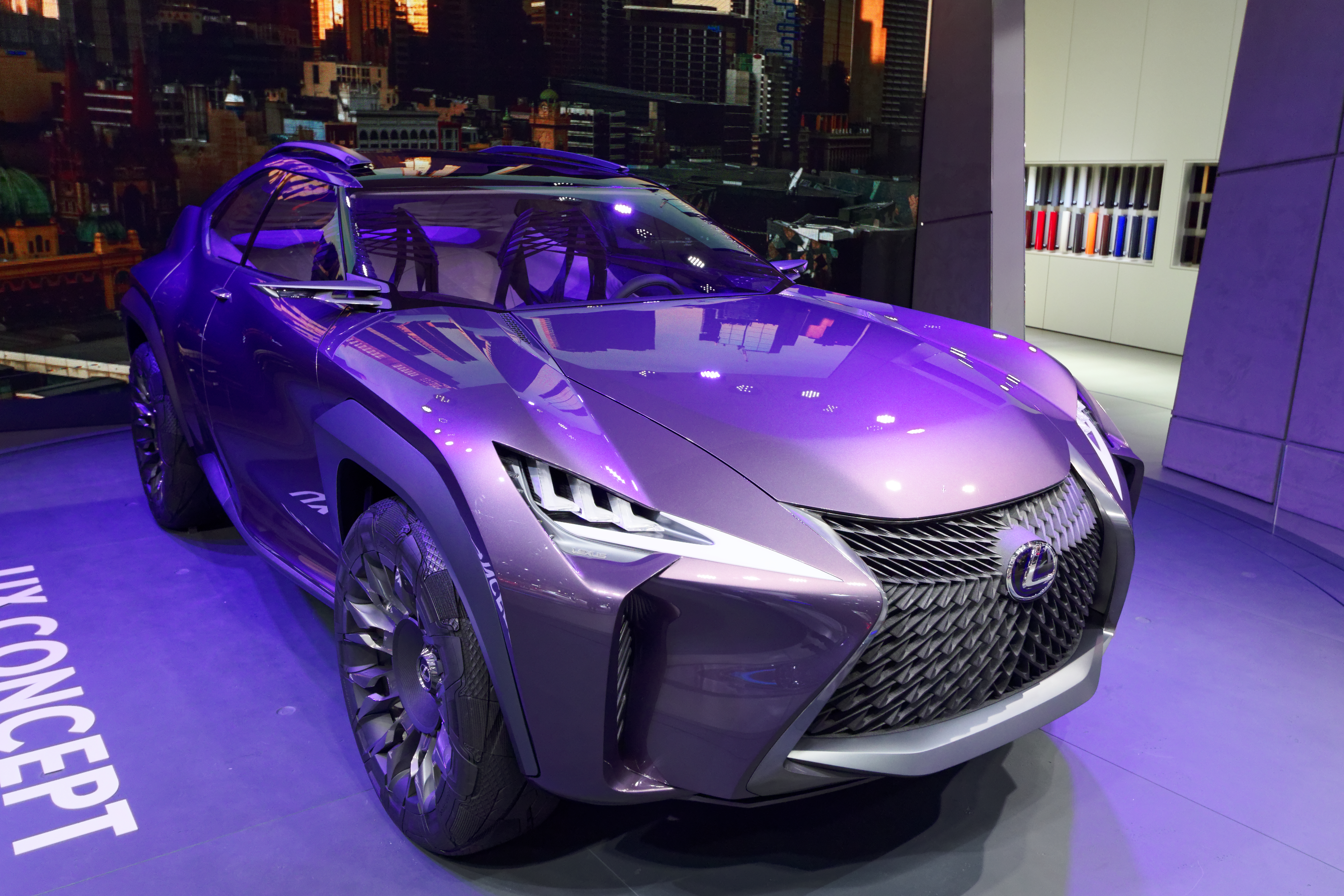
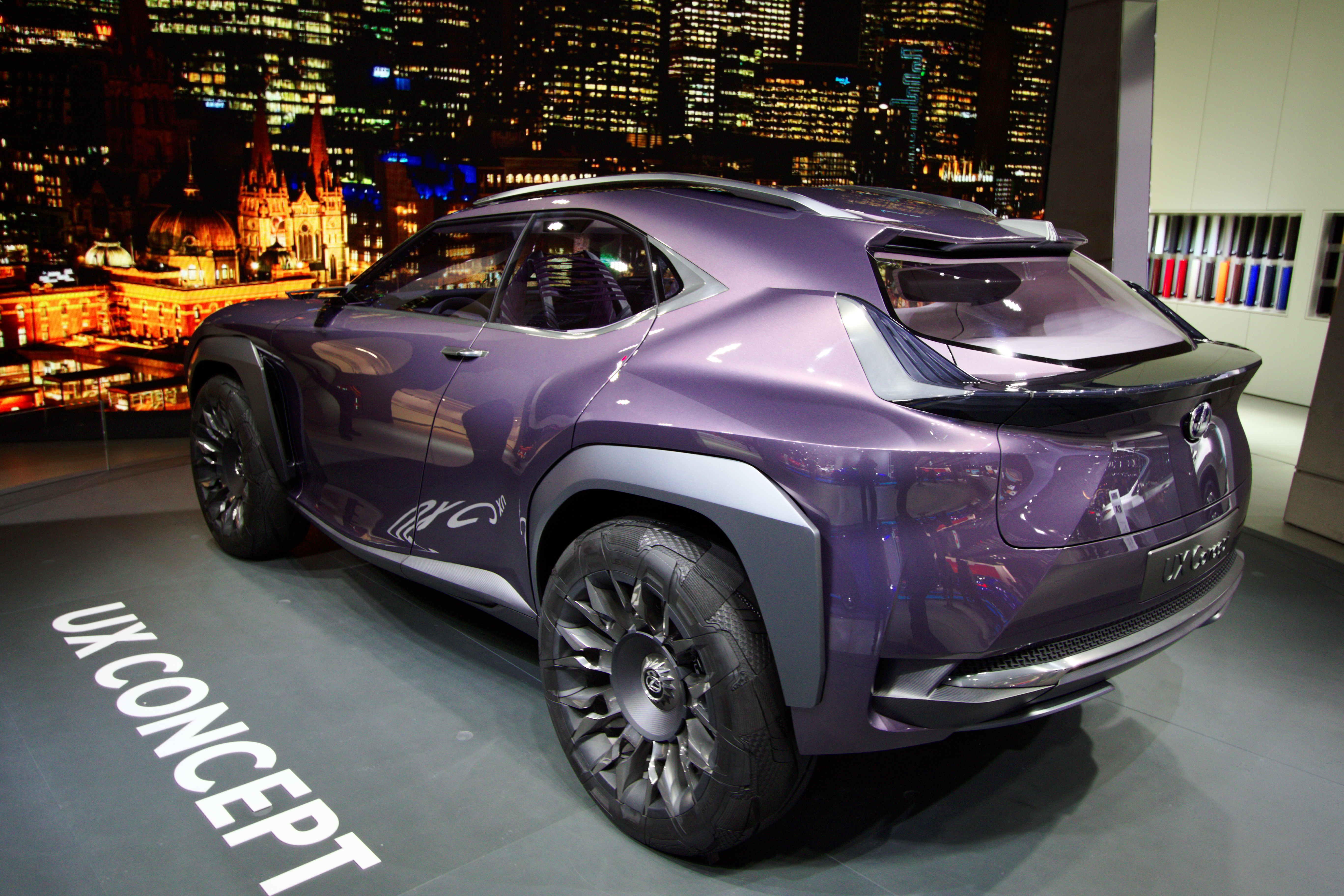
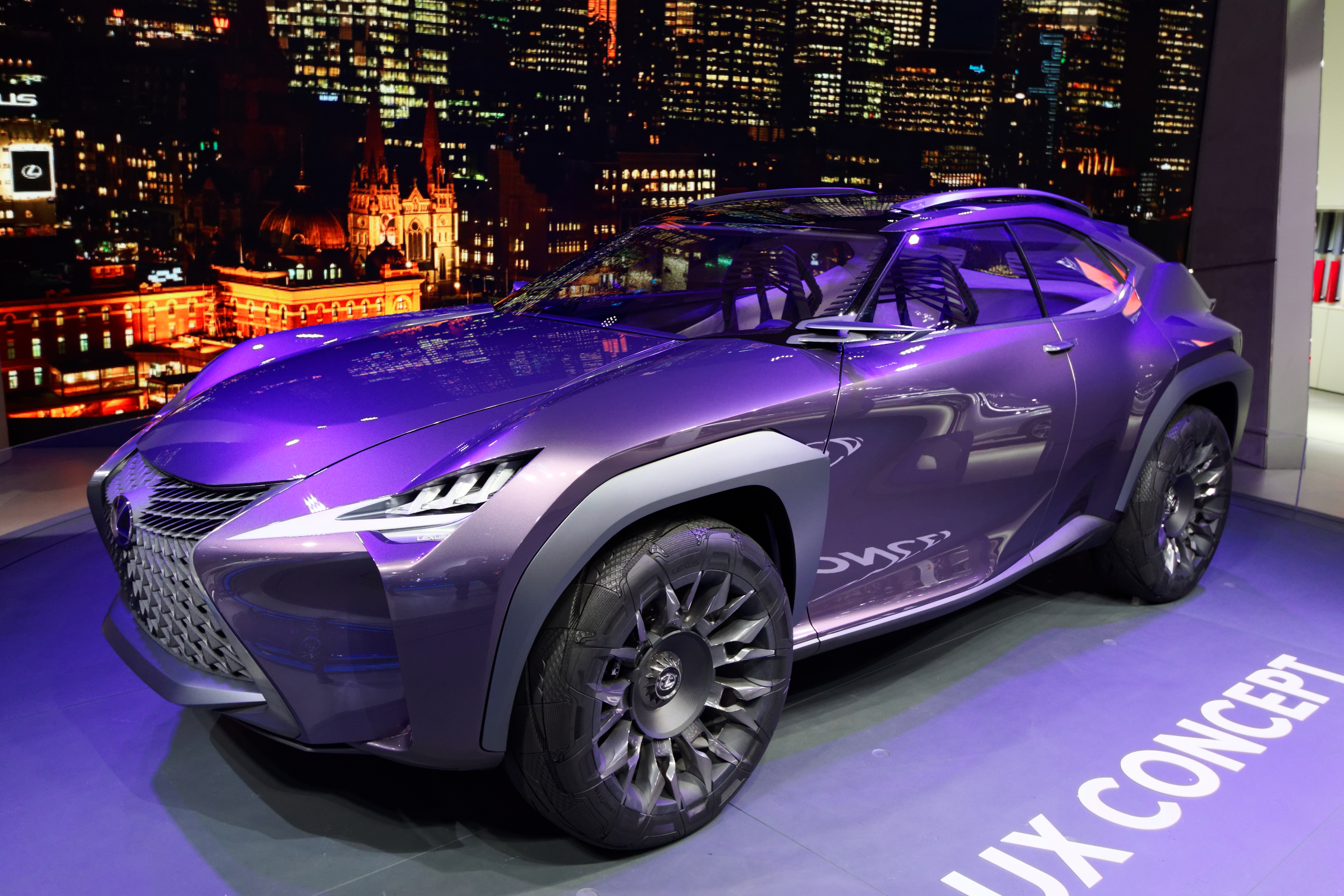

## Versiones

### UX 200
El UX 200 funciona con un motor de cuatro cilindros en línea M20A-FKS de 2.0 L acoplado a una transmisión CVT Direct Shift.

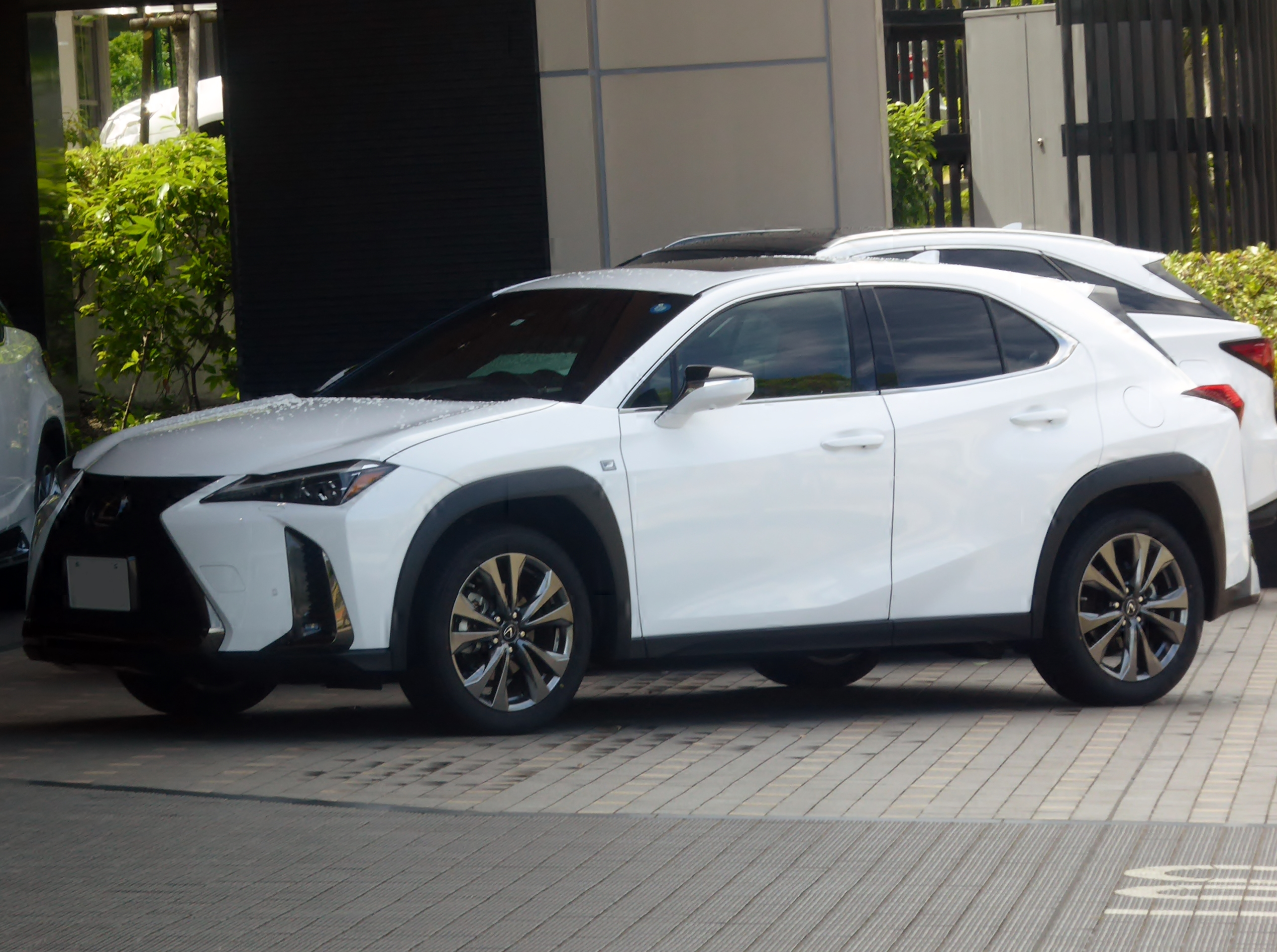
UX 200 F Sport (MZAA10) en Japón
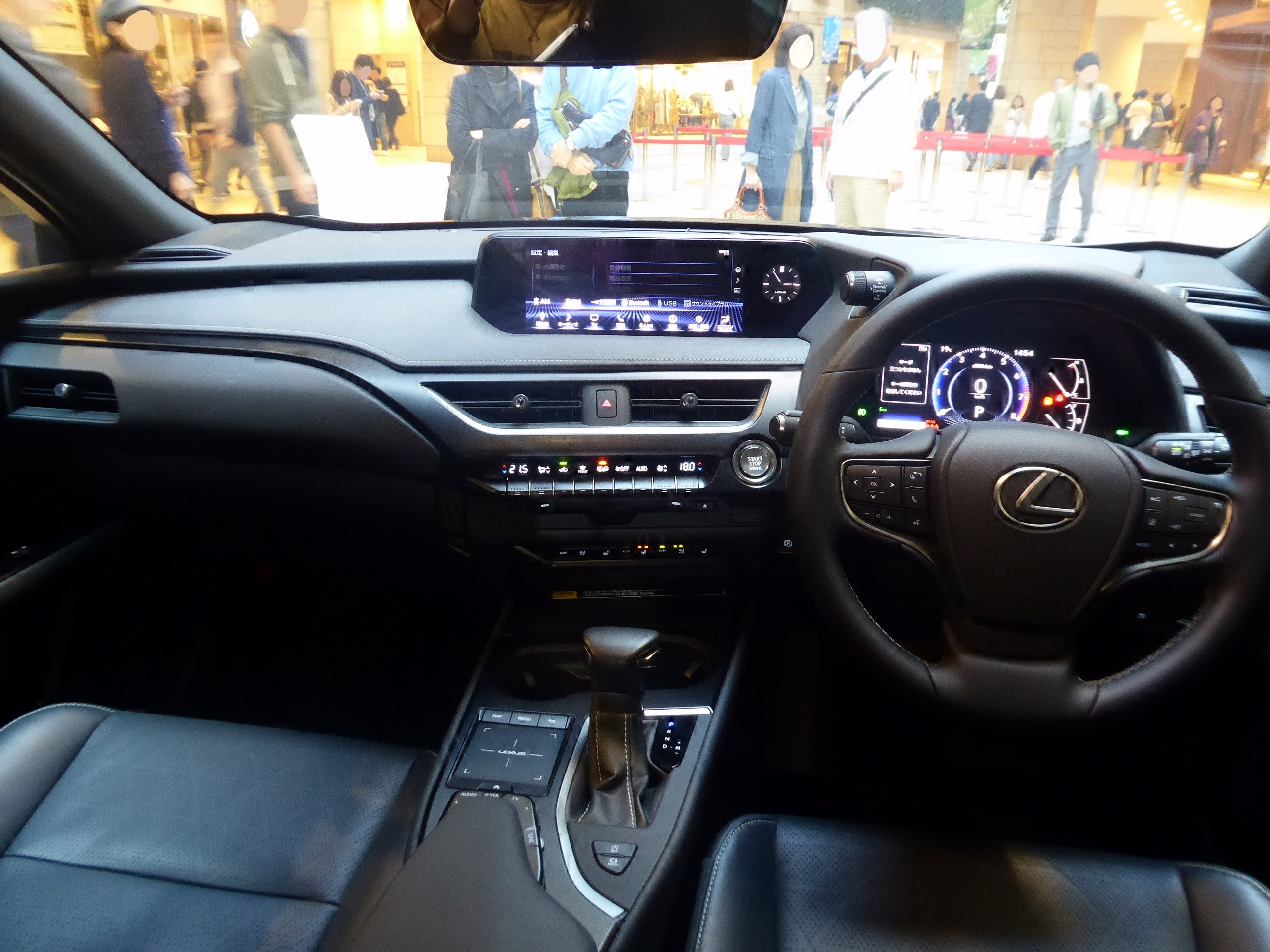
Interior del prototipo de primera generación UX200
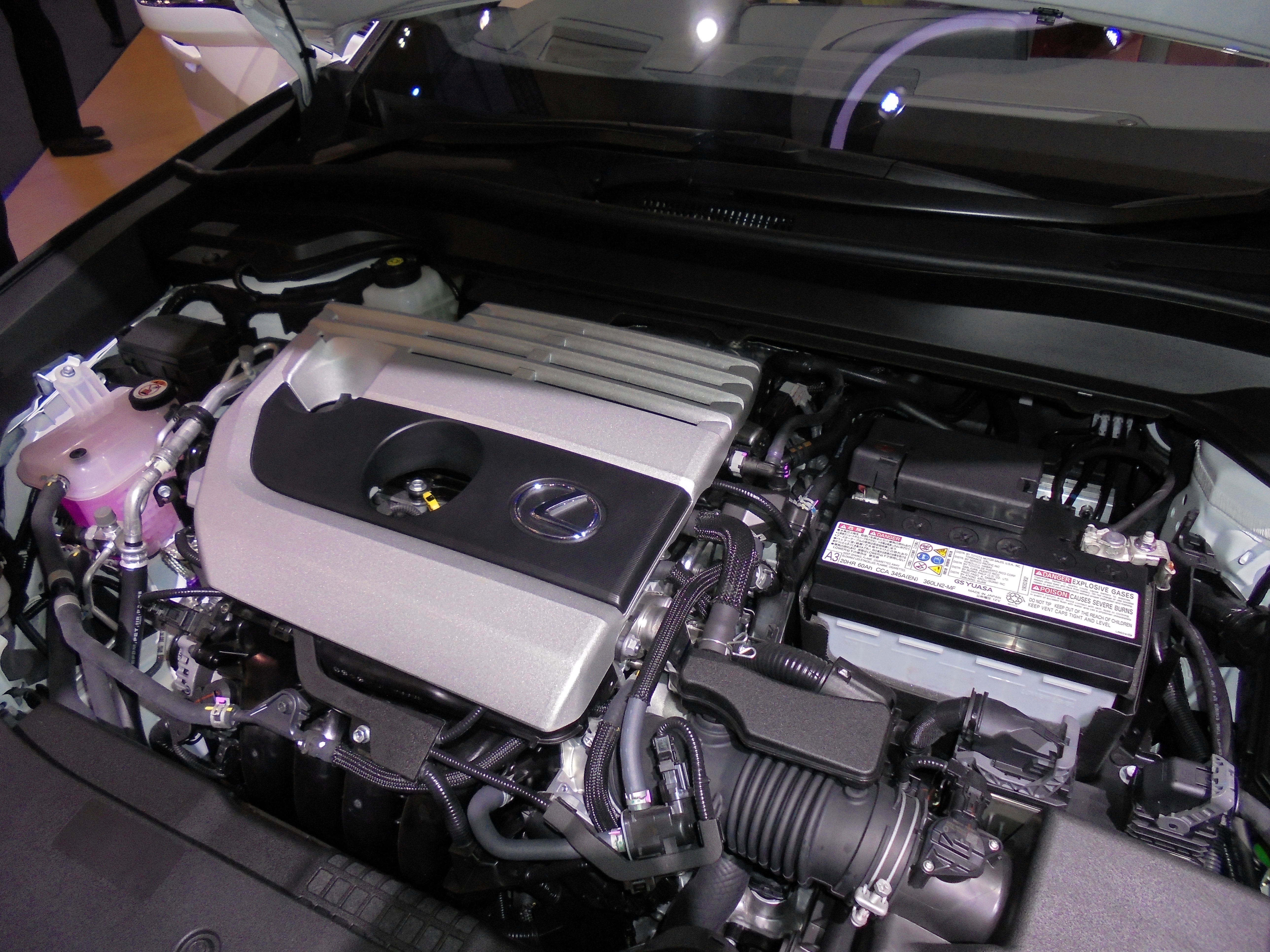
Motor 2.0 L M20A-FKS del UX 200 de 2019

### UX 250h / 260h
El UX 250h vendido en China como UX 260h, funciona con un sistema híbrido eléctrico enchufable M20A-FXS I4 de 2.0 L, acoplado a un eCVT. Está disponible tanto con tracción delantera como total E-Four.

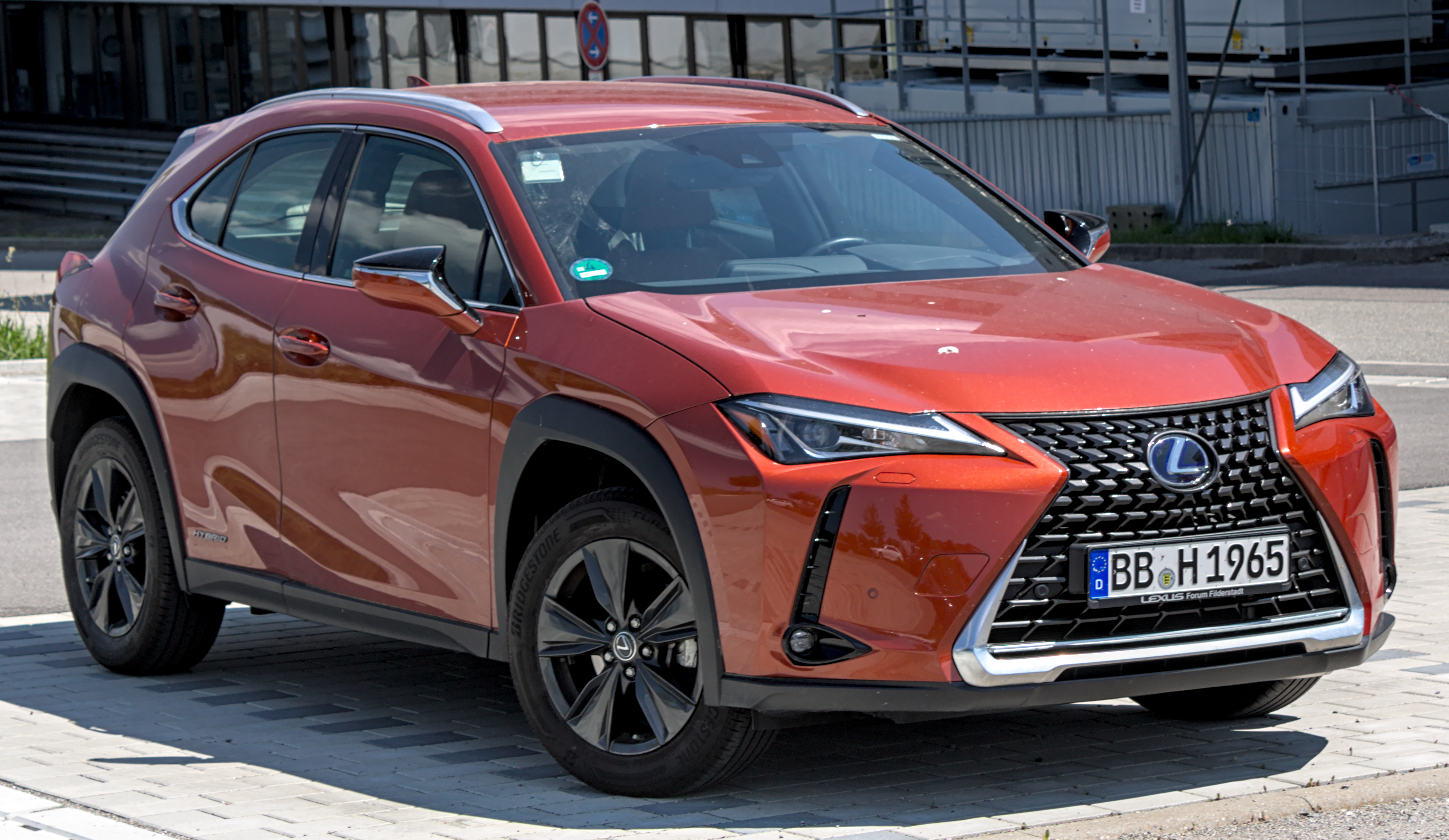
UX 250h
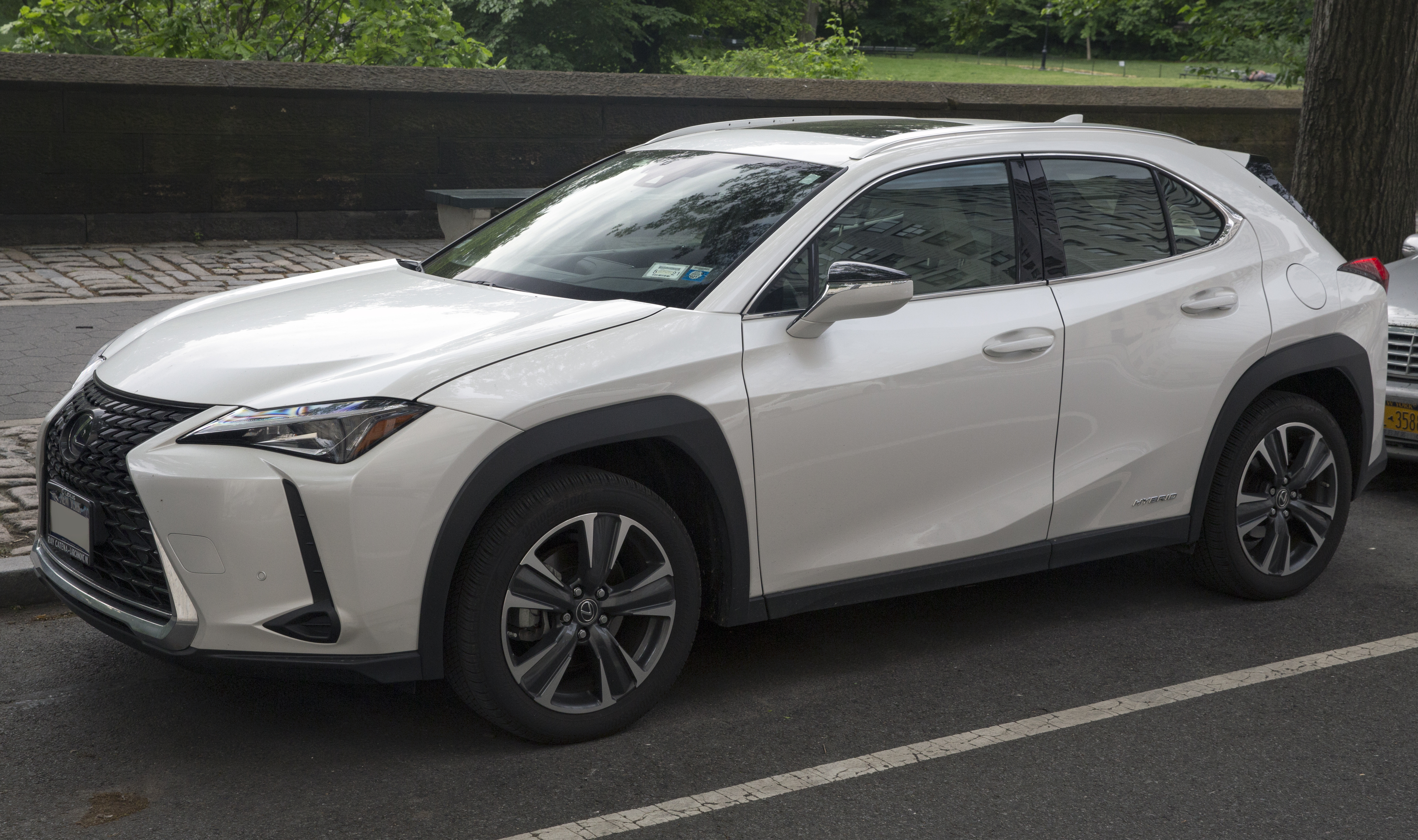
UX 250h (MZAH10) de 2019, en Estados Unidos
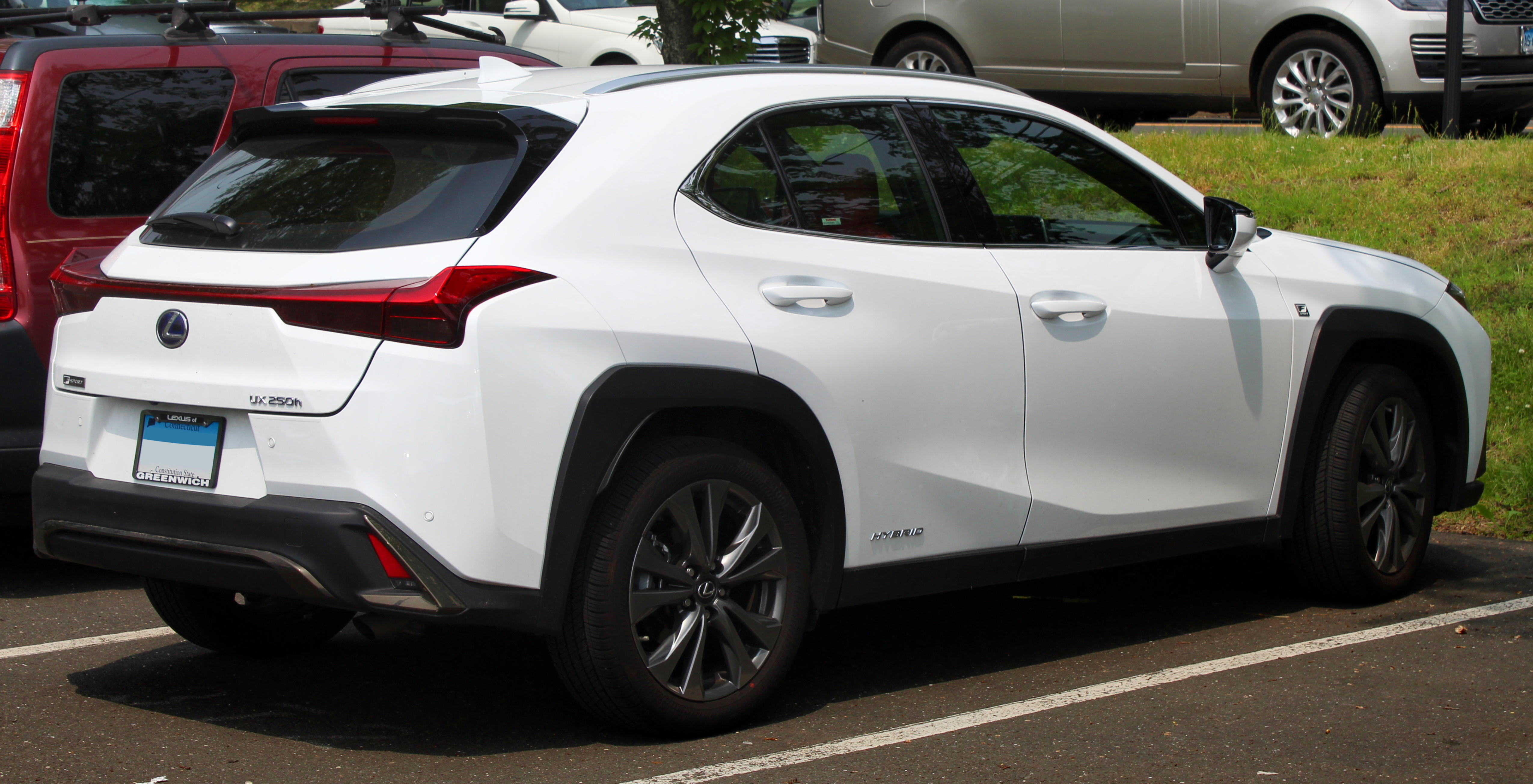
Vista trasera del UX 250h 2.0 L (MZAH10) de 2019

### UX 300e

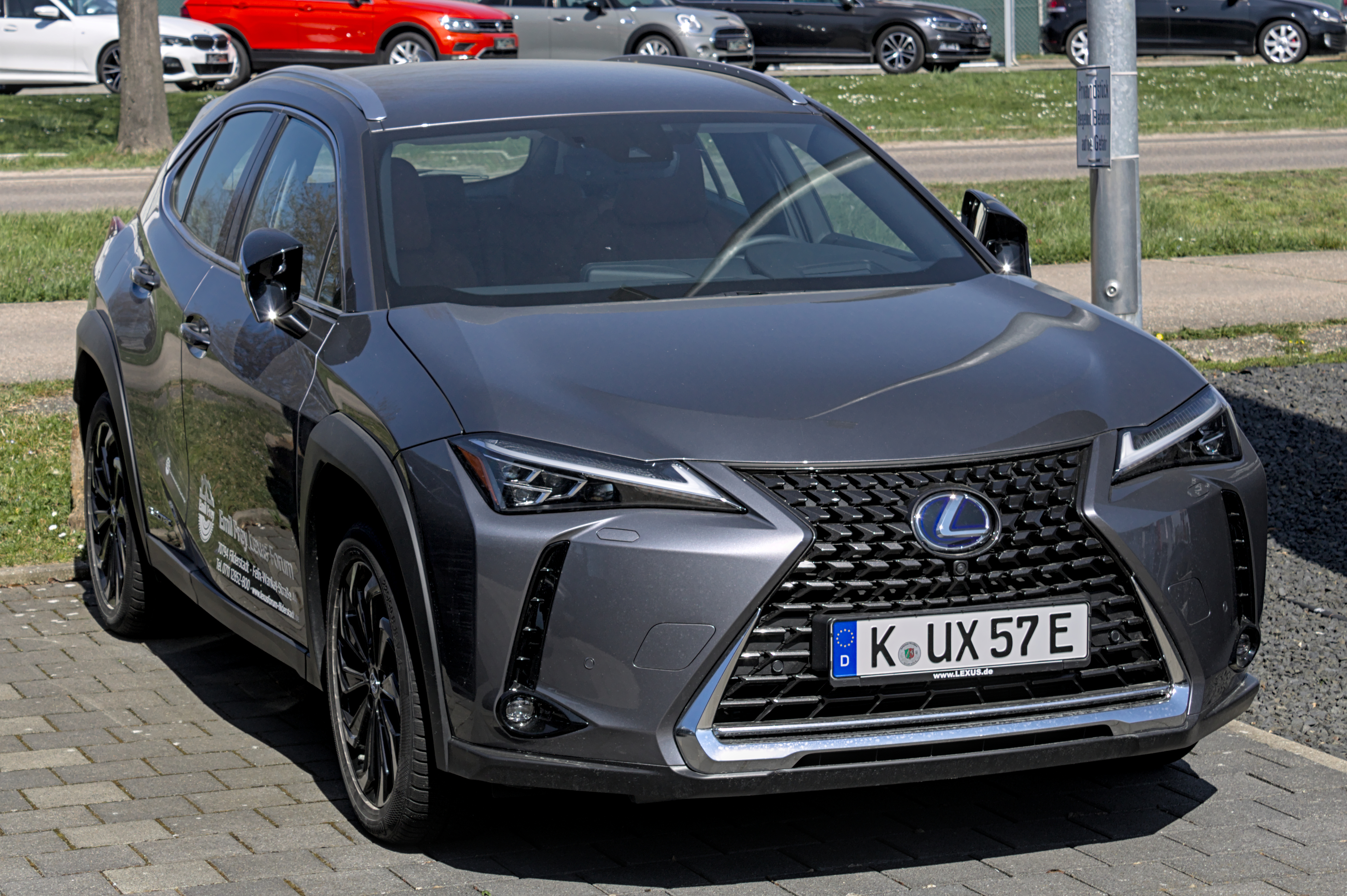
UX 300e (KMA10) en Alemania

El UX 300e es una variante eléctrica de batería, que tiene una autonomía de 400 km (249 millas) en el ciclo de prueba NEDC o 299 km (186 millas) en el ciclo de prueba WLTP.

## Producción
En América del Norte, la producción de UX comenzó en el cuarto trimestre de 2018 y las ventas comenzaron en diciembre para el modelo de 2019.
En 2020 se agregó un rediseño agregando un soporte inalámbrico para Apple CarPlay y Android Auto junto con una pantalla de 8 a 12,3 pulgadas (20,3 a 31,2 cm) con mayor calidad, se agregó una llave digital que es utilizada mediante el teléfono móvil, se eliminó el touchpad, también se agregó un espacio de carga inalámbrica para celulares más grande y se añadieron luces ambientales.

## Mercados
El UX es un modelo global y se comercializa en 80 países en todo el mundo.

### Norteamérica

#### Estados Unidos
El UX es el primer Lexus que se ofrece mediante un servicio de suscripción. Se lanzó en diciembre de 2018.

### Asia
The UX made its Asian debut at the August 2018 Gaikindo Indonesia International Auto Show.

#### El sudeste de Asia
El UX se presentó en Malasia durante el Salón Internacional del Automóvil de Kuala Lumpur 2018, luego se lanzó en el Salón del Automóvil de Singapur 2019 y en Tailandia en marzo de 2019.

#### India
Las ventas en India comenzaron en agosto de 2019.

### Europa
Las ventas europeas comenzaron en octubre de 2018.

### Australia
Las ventas australianas comenzaron en el primer trimestre de 2019.

## Ventas
Las ventas en Estados Unidos para el modelo híbrido fueron de 453 (66) en 2018; y para 2019 de 16 725 unidades (8603).[cita requerida]